# Wireless Internet Service Provider

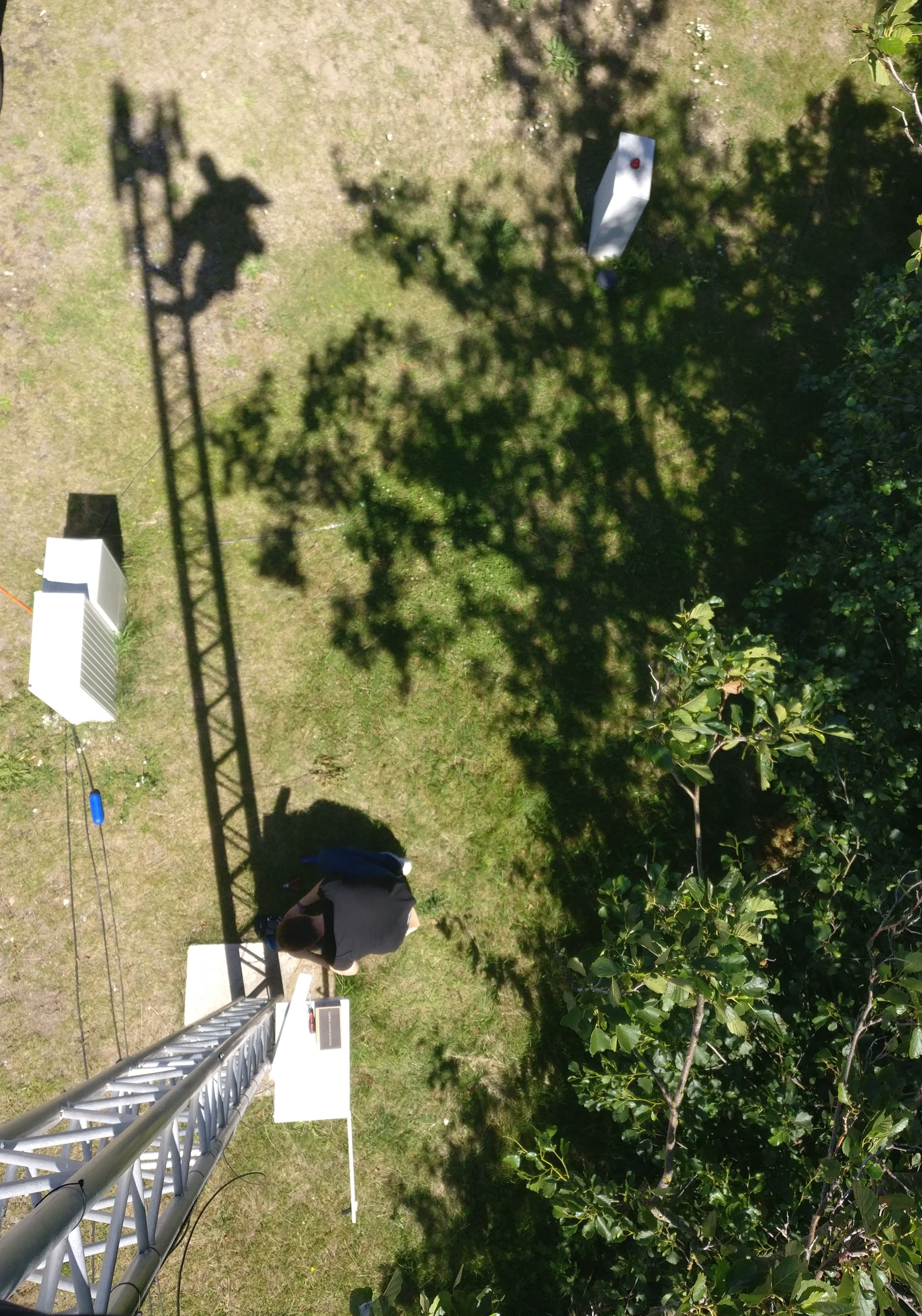
Antennenmast eines WISP mit Technikern auf Fehmarn

Wireless Internet Service Provider (WISP, deutsch etwa: „Drahtlos-Internet-Dienstanbieter“) oder häufig korrekterweise Wireless Internet Access Provider (WIAP) ist ein Anbieter von drahtlosen Internetzugängen per Funk, häufig realisiert mit WLAN (Wireless Local Area Network) oder als WLAN-Verbund im WMAN (Wireless Metropolitan Area Network). Die größten WISP und WIAP gibt es, gemessen an der Anzahl der beteiligten Zugangsknoten ("Wireless Access Points"), in den USA und Kanada, wo ganze Städte per Funk an das Internet angeschlossen wurden.
Wireless Internet Service & Access Provider stellen genauso wie ein herkömmlicher ISP ihren Kunden (häufig gegen Entgelt) den Zugang zum Internet zur Verfügung. Die Nutzung des Zugangs ist dabei zumeist bestimmten Auflagen unterworfen, die vertraglich in Nutzungsbestimmungen festgehalten werden. WISPs unterstehen bestimmten Auflagen des Telekommunikationsgesetzes (TKG), wenn mehr als 1.000 Kunden an das Netzwerk angeschlossen sind.
In Deutschland und Österreich wird diese Technik vorwiegend in Gebieten eingesetzt, in denen es aufgrund von Längenbeschränkungen keine Möglichkeit für eine Breitbandverbindung gibt. Sehr häufig kommt hier die sogenannte MIMO Technik (802.11n) zum Einsatz. Richtfunkverbindungen von 15 km und mehr bei Bandbreiten bis 400 MBit sind keine Seltenheit. Zumeist werden zentralisierte Systeme aufgebaut, die an den Übergangspunkten zum eigentlichen Internetdienstanbieter durch Firewalls gesichert werden. Sehr verbreitet sind auch dezentrale Systeme, die durch das OLSR- oder B.A.T.M.A.N.-Protokoll untereinander verbunden sind.